# José Américo (político)
José Américo Ascêncio Dias (Castilho, 22 de dezembro de 1953), mais conhecido como José Américo, é um jornalista e político brasileiro, filiado ao Partido dos Trabalhadores (PT).
Formado pela Escola de Comunicação e Artes da USP (Universidade de São Paulo), já exerceu dois mandatos como deputado estadual, depois de quatro mandatos como vereador da cidade de São Paulo e presidente da Câmara Municipal em 2013 e 2014. Filiado ao PT desde a sua fundação, foi presidente do partido em São Paulo entre 2008 e 2009 e ocupou a Secretaria Nacional de Comunicação do PT. Também passou pelo Executivo Municipal, ocupando cargos de secretário nos governos de Marta Suplicy e de Fernando Haddad, onde colaborou com a aprovação de programas importantes como o Plano Diretor Estratégico, a Lei de Uso e Ocupação do Solo e o Código de Obras.

## Trajetória
Graduou-se em Jornalismo pela Escola de Comunicação e Artes da Universidade de São Paulo. Depois de trabalhar em jornais como Diário do Comércio e Folha de S. Paulo, elegeu-se suplente de vereador em 1992. Assumiu uma vaga na Câmara paulistana em 1996, com a saída de Arselino Tatto. Eleito suplente mais uma vez em 2000, assumiu o cargo de efetivo em 2003, no lugar de Vicente Cândido. Foi eleito vereador em 2004, 2008 e 2012. Presidiu a Câmara no biênio 2013 e 2014. Foi também secretário municipal de Abastecimento e de Comunicação, na gestão de Marta Suplicy, e secretário de comunicação em Mauá.
Em 2014, elegeu-se deputado estadual com 74.726 votos e reeleito em 2018 com 78.326.

## Realizações e Conquistas
Como vereador, aprovou leis importantes, como as de fomento à dança, às rádios comunitárias e à criação do Prêmio Zé Renato, de apoio à produção e ao desenvolvimento da atividade teatralna cidade. Ele também é coautor da Lei 15.499/2011, que permite que imóveis comerciais funcionem sem alvará enquanto buscam a regularização. Além disso, estabeleceu o Projeto de Lei que autoriza que o poder executivo utilize os CEUs - Centros Educacionais Unificados - para realização de cursos de ensino profissionalizante.
Como deputado, lutou pela construção de moradias; por mais investimentos na educação, como a PL 863/2017 que dispões sobre o atendimento por assistentes sociais e psicólogos aos alunos da rede pública de educação básica, além da valorização de seu profissionais; pelo fortalecimento do SUS; e pela expansão da rede de transporte público. Neste sentido, fiscalizou e denunciou a falta de manutenção do Metrô e da CPTM, além de propor a modernização estrutural das linhas e estações da CPTM.
Em 20 anos como parlamentar, José Américo destinou mais de 60 milhões de reais a emendas. Os recursos foram para as áreas da saúde, dos esportes, da cultura e da assistência social. A capital paulista recebeu cerca de 10 milhões em verbas, como por exemplo, para oficinas culturais da Cooperativa Paulista de Teatro e de Dança, reformas de centros esportivos, compra de material e reformas em entidades sociais e custeio na área da saúde para hospitais.
No interior, como deputado estadual, destinou recursos para obras de infraestrutura urbana, saúde e compra de veículos, como aquisição de ambulância para Valparaíso e Nova Independência e reformas e construção de unidades de saúde em Itaquaquecetuba, Nantes, Suzano e Franco da Rocha. Além disso, destinou verbas para aquisição de veículos para prefeituras (ônibus, vans, caminhão pipa, etc.) como Valparaíso, Murutinga do Sul, Registro e Mauá; obras de segurança pública em Poá (monitoramento por câmeras); pavimentação de asfalto em Jacupiranga, Pariquera Açu, Cotia, Murutinga do Sul e Campo Limpo Paulista; custeio de hospitais e Santas Casas em Campinas, Cotia e Valparaíso; e para o programa de chipagem animal em Andradina.
José Américo atuou em favor da democratização da cultura e do apoio especialmente aos produtores culturais de teatro, dança e música. É autor da lei de Fomento à Dança, que tem como objetivos apoiar a manutenção e desenvolvimento de projetos de trabalho continuado; fortalecer e difundir a produção artística de dança independente e ações que promovam a diversidade dos bens culturais. José Américo lutou, ainda, pela democratização da desinformação por meio das rádios comunitárias. Na cidade de São Paulo já aprovou a lei 16.572/2016 que institui o Programa de Fomento ao Serviço de Radiodifusão Comunitária.
Na Assembleia Legislativa do Estado de São Paulo aprovou o PL 230 de 2018, que foi vetado pelo governador do estado. O objetivo era colocar o programa de fomento e o poder público para realizarem projetos culturais e comunicacionais protagonizados também pelas comunidades. O Estado de São Paulo conta com cerca de 600 rádios comunitárias autorizadas que formam um potente sistema de comunicação estadual.
Desde o inicio de sua atividade parlamentar, José Américo estabeleceu como uma de suas prioridades a defesa das bancas de jornal contra a perseguição de governantes obtusos e fiscais inescrupulosos. Realizou audiências públicas, assembléias e manifestações para que os jornaleiros fossem respeitados pelo poder público. Estas lutas, travadas em parceria com o Sindicato dos Jornaleiros, culminaram com a aprovação da lei 15895/2013, de sua autoria, que regulamentou o perfil comercial das bancas, libertando-as das incríveis proibições existentes.

Como presidente da Câmara Municipal, José Americo ajudou na aprovação e na execução da Lei que legalizou a venda de comida de rua, e que hoje está consolidada na cidade de São Paulo em suas várias modalidades.